# Nick Fuentes
 (novembre 2022).
Le contenu est difficilement compréhensible vu les erreurs de traduction, qui sont peut-être dues à l'utilisation d'un logiciel de traduction automatique.
Nicholas Joseph Fuentes dit Nick Fuentes est un militant masculiniste, suprémaciste blanc et commentateur politique américain d'extrême droite,.
Ancien vidéaste web (Youtubeur), sa chaîne est définitivement suspendue en février 2020 pour avoir enfreint la politique d'incitation à la haine de YouTube. Il exprime des opinions antisémites et soutient la négation de la Shoah, ; il s'oppose au droit de vote des femmes.
Les partisans de Nick Fuentes sont connus sous le nom de Groypers.
Il est le fondateur de la conférence politique America First Political Action Conference.
Il participe à des événements militants qui ont amené l'attaque du Capitole des États-Unis en 2021.
Il a été banni ou exclu de nombreuses plateformes de réseaux sociaux en raison de discours de haine répétés.

## Biographie

### Jeunesse
Nick Fuentes est catholique. Il est d'origine italienne, irlandaise et mexicaine.
Il a fréquenté le Lyons Township High School, à Western Springs, Illinois, où il était président du conseil étudiant. En août 2017, il quitte l'université de Boston. Il affirme alors avoir reçu des « menaces » pour avoir participé au rassemblement des suprémacistes blancs Unite the Right à Charlottesville, en Virginie,,. À l'automne 2017, il demande son admission par transfert de dossier à l'université d'Auburn, mais n'y confirme pas son inscription.

### Carrière
Il est d'abord commentateur politique dans une station de radio et de télévision locale hébergée par son lycée, où  il épouse les opinions conservatrices dominantes,. En 2017, il commence à animer épisodiquement l'émission en direct America First avec Nicholas J. Fuentes,.
America First se caractérise par l'emploi fréquent par Nick Fuentes de l'ironie, pour plaire à la génération Z, en particulier aux extrémistes, tout en fournissant un déni plausible pour ses opinions souvent extrêmes. Il se lance par exemple dans « une longue diatribe violente et misogyne », avant de se tourner vers la caméra et d'ajouter avec un sourire narquois : « Je plaisante ! ». L'émission a un groupe de fans, que Nick Fuentes appelle ses "Groypers" (ou "l'armée des Groypers"). Il cite la candidature et la présidence de Donald Trump comme une source d'inspiration pour America First.
En avril 2017, Fuentes déclare dans son émission : « Qui dirige les médias ? Ce sont les mondialistes. Il est temps de tuer les mondialistes. […] Je veux que les gens qui dirigent CNN soient arrêtés et expulsés parce que c'est délibéré. […] Le premier amendement n'a pas été écrit pour la famille royale saoudienne. » L'éditeur de l'émission à l'époque, RSBN, présente des excuses, qualifiant les commentaires d'« inacceptables » et d'« inappropriés ». À la suite de ces commentaires, et d'autres, ainsi que la publicité de sa participation au rassemblement suprémaciste Unite the Right, il quitte le RSBN en août 2017,.
Il co-anime le podcast Nationalist Review avec un autre nationaliste blanc, James Allsup, jusqu'en janvier 2018. Selon le Southern Poverty Law Center, « les deux hommes se sont disputés publiquement, chaque hôte accusant l'autre de paresse, d'inconvenance et de diverses petites offenses ».

### Réseaux sociaux
En janvier 2020, la chaîne YouTube de Nick Fuentes est démonétisée et l'une de ses vidéos est supprimée par YouTube pour violation de ses politiques sur les discours de haine. Le 14 février suivant, la chaîne est fermée pour le même motif.
Nick Fuentes, pour des raisons similaires, avait déjà été banni de Twitch et de Reddit,.
En janvier 2020, Time rapporte que Fuentes est le diffuseur en direct le plus regardé sur la plate-forme DLive. Celle-ci est critiquée pour avoir accueilli Fuentes. Selon ABC News, Fuentes a été suspendu de "presque toutes" les plateformes de médias sociaux.Twitter est parmi les dernières plateformes de médias sociaux grand public à interdire Fuentes, suspendant définitivement son compte vérifié en juillet 2021,,.
Il est également banni des services financiers et de commerce électronique, notamment PayPal, Venmo, Patreon, Shopify, Stripe, Streamlabs et Coinbase.
Fuentes reçoit le soutien de la commentatrice conservatrice Michelle Malkin, qui accepte de prendre la parole lors de sa première conférence annuelle America First Political Action Conference (AFPAC) en février 2020, et de nouveau lors de sa deuxième conférence en février 2021,.
Lors d'une manifestation pro-Trump à Washington, DC, en décembre 2020, Fuentes conduit une foule à scander « Détruisez le GOP » et les encourage à ne pas participer aux élections spéciales du Sénat américain en Géorgie.
En février 2021, une vidéo du discours de Fuentes est diffusée lors du deuxième procès en destitution du président Donald Trump par la déléguée de la Chambre Stacey Plaskett.
En décembre 2020, Fuentes aurait eu une altercation lors d'un vol où il aurait refusé de porter le masque malgré le contexte de pandémie de Covid-19.
Fuentes organise son deuxième événement AFPAC annuel en février 2021, s'exprimant aux côtés de Malkin, de l'ancien représentant de l'Iowa, Steve King, et de l'actuel représentant de l'Arizona, Paul Gosar.
Plus tard ce mois-là, il est exclu du Hyatt Regency Orlando, où il a tenté de « déclencher une bagarre » dans le Conservative Political Action Conference (CPAC), une grande réunion politique organisée chaque année par les conservateurs américains, qui rassemble jusqu'à 10 000 participants.
Fuentes est de nouveau renvoyé du CPAC en juillet 2021 après avoir harcelé un journaliste,.
Lors d'un événement organisé de l'autre côté de la rue, il déclare que depuis qu'il est banni de Twitter, il n'a « plus rien à perdre. Ce sera le discours le plus raciste, sexiste, antisémite et négationniste de l'Holocauste de tout Dallas ce week-end ».
Le 13 octobre 2021, Fuentes annonce le lancement de sa propre plateforme de diffusion en direct après avoir été banni de DLive.
En décembre 2021, la plateforme de médias sociaux Gettr suspend définitivement Fuentes. Le site reçoit des réactions négatives de la part des fans de Fuentes, ainsi que de la sénatrice de l'État de l'Arizona, Wendy Rogers, qui écrit : « Quel est l'intérêt d'une alternative de libre expression à Twitter ? ... qui ne respecte même pas la liberté d'expression ? ». Gettr interdit par la suite toute utilisation du mot "groyper" sur la plateforme.
En février 2022, la plateforme de médias sociaux Truth Social accepte un compte pour Nick Fuentes.
Fuentes organise son troisième événement AFPAC annuel en février 2022. Lors de son discours lors de l'événement, Fuentes fait l'éloge d'Adolf Hitler en disant que les médias ont comparé Vladimir Poutine à Hitler « ...comme si ce n'était pas une bonne chose »,. Fuentes demande aussi au public : « Pouvons-nous obtenir une salve d'applaudissements pour la Russie ? », ce qui est suivi par des applaudissements retentissants et des chants « Poutine ! Poutine ! ».
Marjorie Taylor Greene assiste à la conférence, tandis que le lieutenant-gouverneur de l'Idaho Janice McGeachin (en) et le membre du Congrès Paul Gosar ont préenregistré des vidéos qui sont diffusées lors de l'événement. Ceci est critiqué notamment par d'autres républicains comme Mitt Romney.
Marjorie Greene déclare plus tard avoir été piégée, ne sachant pas qui étaient les organisateurs de la conférence.

### Liens avec l'attaque du Capitole de 2021
Nick Fuentes fait partie des individus et groupes d'extrême droite qui ont participé aux rassemblements ayant conduit à l'attaque du Capitole des États-Unis en 2021,.
Sa chaîne DLive est ensuite définitivement suspendue pour « incitation à des activités violentes et illégales »,. Il fait également partie d'un groupe d'activistes et de groupes d'extrême droite ayant reçu d'importants dons en bitcoins d'un donateur français le 8 décembre. Fuentes a reçu 13,5 bitcoins (environ 250 000 $), ce qui est de loin la plus grande part. Le donateur a également publié une note de suicide apparente, selon le groupe d'analyse Blockchain Chainalysis, bien que le statut du donateur n'ait pas été confirmé,,,. Le FBI lance une enquête pour savoir si une partie de cet argent a servi au financement d'actes illégaux, tels que la prise d'assaut du Capitole américain.
Le 4 janvier 2021, deux jours avant la prise d'assaut du Capitole américain, Fuentes discute du meurtre de législateurs d'État qui ne voulaient pas annuler les résultats des élections de 2020, en disant : « Que pouvons-nous faire, vous et moi, à un législateur d'État, à part les tuer ? Nous ne devrions pas faire cela. Je ne conseille pas ça, mais je veux dire, que pouvez-vous faire d'autre, n'est-ce pas ? »,,,.
Le 6 janvier 2021, avant l'attaque, Fuentes s'adresse à une foule de partisans à Freedom Plaza, déclarant : « C'est nous et nos ancêtres qui avons créé tout ce que vous voyez de bien dans ce pays. Tous ces gens qui ont pris le contrôle de notre pays, nous n'en avons pas besoin... C'est le peuple américain, et notre chef, Donald Trump, contre tout le monde dans ce pays et dans ce monde... Nos pères fondateurs descendraient dans la rue, et ils reprendraient ce pays par la force si nécessaire. Et c'est ce que nous devons être prêts à faire ».
À la suite de la prise d'assaut du Capitole américain, Fuentes affirme que son compte bancaire a été gelé, qu'il a été placé sur une liste fédérale d'interdiction de vol et qu'il a été banni d'Airbnb, Facebook et Instagram. Nick Fuentes qualifie ces actions de « persécution politique manifeste ».
Le 19 janvier 2022, le comité spécial de la Chambre des États-Unis sur l'attaque du 6 janvier délivre une assignation à Nick Fuentes.

### Désinformation sur la Covid-19
Nick Fuentes a fréquemment répandu des théories du complot et de la désinformation sur les vaccins Covid-19 approuvés par la FDA. Lors d'une manifestation à New York, Fuentes déclare à sa foule de partisans : « Ils vont devoir me tuer avant que je reçoive ce vaccin. Je veux juste vous faire comprendre la gravité de la situation. Vous parlez de "thérapie génique" dans vos veines ». Nick Fuentes porte un gilet pare-balles lors des manifestations, affirmant que sa vie est en danger,.

### Tentative d'assassinat

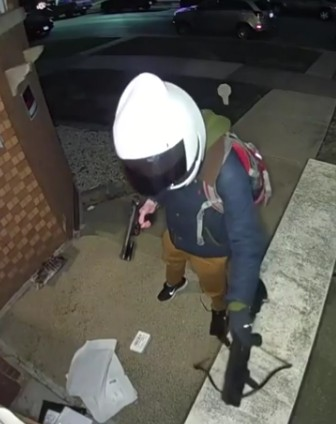
Une image de vidéosurveillance du suspect devant le domicile de Fuentes.

En décembre 2024, Nick Fuentes est la cible d'une tentative d'attentat à son domicile. Un homme de 24 ans suspecté d'avoir commis un triple homicide le même jour, s'est présenté armé d'un pistolet et d'une arbalète au domicile de Fuentes pendant que celui-ci réalise une diffusion en direct sur Internet. Lors de sa fuite, l'homme de 24 ans est abattu par la police après avoir tiré sur les forces de l'ordre. À la suite de cet incident, Fuentes annonce devoir déménager pour des raisons de sécurité.

## Opinions
Nick Fuentes s'oppose fermement à l'immigration, qu'il considère comme une menace démographique pour les États-Unis.
Il s'oppose aussi au féminisme et au conservatisme dominant.
Il se prononce contre « l'agenda LGBT » et qualifie de « déviants » les personnes transgenres et le mariage homosexuel.
Il parle positivement d'un « raz de marée d' identité blanche » à la suite de sa participation au rassemblement suprémaciste Unite the Right en août 2017,.
Malgré la promotion des croyances de la suprématie blanche, telles que la théorie du complot du génocide blanc, Fuentes affirme qu'il n'est pas un suprémaciste blanc, qualifiant le terme d '«insulte anti-blancs».
En janvier 2019, Fuentes diffuse un monologue dans lequel il compare l'Holocauste à une opération de fabrication de biscuits, ce qui a conduit à des accusations de négation de l'Holocauste. Fuentes a contesté plus tard qu'il avait jamais nié l'Holocauste, qualifiant son monologue de « pamphlet ».
Il a critiqué à plusieurs reprises Turning Point USA et son fondateur Charlie Kirk, les accusant de trahir Donald Trump en plaidant en faveur d'une immigration légale massive, d'un soutien à l'aide étrangère pour Israël et des questions LGBT.
Tout au long des mois d'octobre et de novembre 2019, ses partisans sont présents à de nombreux événements de prise de parole en public de Kirk, qui mettent en vedette des conférenciers invités, notamment Donald Trump Jr., Lara Trump et Kimberly Guilfoyle. Ces campagnes impliquent fréquemment de poser des questions qui incitent les téléspectateurs à rechercher des théories du complot d'extrême droite et antisémites et des canulars en ligne. Nick Fuentes voit la campagne comme un effort populaire pour exposer TPUSA comme idéologiquement incompatible avec l'idéologie adoptée par Donald Trump et d'autres populistes conservateurs. À la suite de cette campagne, certains politiciens et experts traditionnels de droite ont désavoué Fuentes, qualifiant ses convictions d'extrêmes et déconnectées du conservatisme traditionnel.
En décembre 2019, Fuentes a confronté le commentateur politique conservateur Ben Shapiro, qui était avec sa famille à l'époque, en dehors d'un événement TPUSA à West Palm Beach, en Floride. Fuentes avait confronté Shapiro pour lui demander pourquoi il avait prononcé un discours à l'université Stanford le dénigrant. La rencontre est filmée, elle engendre de nombreuses critiques à l'encontre de Nick Fuentes.
Après la chute du gouvernement afghan aux mains des talibans alors que les forces américaines se retiraient en août 2021, Fuentes poste sur le service de messagerie Telegram : « Les talibans sont une force conservatrice et religieuse, les États-Unis sont impies et libéraux. La défaite du gouvernement américain en Afghanistan est sans équivoque un développement positif ».
Dans un documentaire pour la BBC, diffusé en 2022, Fuentes déclare à l'intervieweur, Louis Theroux, qu'il pense que ce serait mieux si les femmes n'avaient pas le droit de vote.
Nick Fuentes s'identifie comme un incel, bien que certains de ses partisans lui aient reproché d'être un célibataire volontaire après qu'il a admis avoir embrassé une fille alors qu'il était au lycée.
Le 10 mars, Nick Fuentes fait l'éloge du « tsar Poutine » pour l'invasion russe de l'Ukraine de 2022, qui, selon lui, visait à « libérer l'Ukraine du Grand Satan et de l'empire du mal dans le monde, à savoir les États-Unis ».
En juillet 2024, Nick Fuentes affirme qu'il ne votera pas pour Donald Trump à l'élection présidentielle américaine de 2024. En aout 2024, Nick Fuentes dit qu'il admire et qu'il apprécie Kamala Harris, la candidate démocrate. En aout 2024, J.D. Vance, colistier de Donald Trump, désavoue Nick Fuentes et le traite de « loser ».
Après la réélection de Donal Trump, le 6 novembre 2024, il se réjouit de sa victoire dans une vidéo misogyne intitulée «Ton corps, mon choix », où il déclare « Les hommes gagnent de nouveau ! […] Nous allons vous garder à terre pour toujours. Vous ne contrôlerez jamais vos propres corps ». Cette vidéo engendre une vague de haine en ligne, notamment des commentaires violents envers des femmes et des menaces de viol.

## Affaire judiciaire
En novembre 2024, Nick Fuentes est inculpé pour coups et blessures après avoir agressé une femme de 57 ans devant son domicile à Berwyn (Illinois). La plaignante s'était présentée à son domicile à la suite de propos polémiques de Fuentes sur le réseau social X concernant le droit à l'interruption volontaire de grossesse qui ont entraîné une augmentation de 4 600% des mentions de slogans misogynes sur la plateforme. D'après les déclarations de la victime, Fuentes l'aurait aspergée de gaz lacrymogène et se serait emparé de son téléphone. Fuentes doit comparaître devant un tribunal le 19 décembre 2024.